# Инцидент Джимми Картера с кроликом
Инцидент Джимми Картера с водяным кроликом (названный прессой «нападением кролика-убийцы») произошёл 20 апреля 1979 года в ходе рыбалки президента США Джимми Картера с лодки (ошибочно называемой каноэ). Президент не получил повреждений, судьба кролика осталась неизвестной. 
Находясь в своём родном городе Плейнс (штат Джорджия), Картер в одиночку отправился ловить рыбу на лодке. Согласно его рассказу, водяного кролика загнали в воду гончие, он «угрожающе шипел, сверкал зубами и раздувал ноздри, выпрыгивал из воды и плыл за лодкой. Когда он подплыл совсем близко, я обрызгал его водой при помощи весла». Весной 1979 года Картер упомянул об инциденте своим сотрудникам, в том числе пресс-секретарю
Сотрудники штаба президента не поверили рассказу; они настаивали, что кролики не умеют плавать и никогда не нападают на людей, пока фотограф Белого дома не показал им фотографию.
Пресс-секретарь Белого дома Джоди Пауэлл упомянул об инциденте 28 августа 1979 года в беседе с корреспондентом Associated Press Бруксом Джексоном, на следующий день репортёр передал рассказ в новостные агентства. Белый дом отказывался предоставить прессе фотографии инцидента, пока под влиянием администрации президента Рейгана не произошло возрождение интереса к инциденту.
«При более тщательном рассмотрении животное не выглядит, как кролик, как один из ваших жеманных кроликов типа пасхального зайца, но как один из больших косолапых кроликов, которых называли водяными кроликами во времена моего детства».
«Животное явно было в беде или возможно в ярости. Президент признал, что не имел опыта обращения с бешеными кроликами. Он не мог определиться с душевным состоянием кролика. Было ясно, однако, что это было большое глупое животное, издававшее странное носовое шипение и скрежетавшее зубами, пытавшееся забраться в лодку».
Инцидент послужил политическим и идеологическим противникам Картера, пытавшимся представить его правление как беспомощное и слабое. Певец Том Пакстон отозвался пародией на инцидент в своей песне «I Don’t Want a Bunny Wunny», появившейся в альбоме «The Paxton Report» 1980 года.
На публикацию истории наложили двухдневный запрет, но радиостанции, транслировавшие программы Пола Харви, стали упоминать об инциденте, что вынудило руководство газет запросить о снятии запрета, просьба была удовлетворена.  (Возможно газеты стремились опубликовать историю из-за нехватки других новостей).) В результате 30 августа статья об инциденте вышла на первой полосе газеты The Washington Post под заголовком «Кролик превращается в жуков: кролик атакует президента» (Bunny Goes Bugs: Rabbit Attacks President)[10] с иллюстрацией в виде пародии на постер фильма «Челюсти» (Jaws) под названием «PAWS». Газета New York Times опубликовала статью под заголовком «История Картера и Кролика-убийцы» (A Tale of Carter and the Killer Rabbit). Освещение в различных СМИ продолжалось более недели.

## Спустя годы
Спустя 31 год после инцидента, в интервью корреспонденту CNN Говарду Курцу Картер сказал, что кролик бежал по берегу и его преследовали гончие, поэтому он прыгнул в воду и поплыл к лодке. «Когда он почти добрался до места, я немного плеснул на него веслом», после чего животное повернулось в противоположном направлении и выползло из пруда. Также Картер сказал, что не знает, что именно сказал Пауэлл Джексону, но в любом случае это было сказано в баре после того, как было выпито изрядное количество алкоголя. К моменту этого интервью Пауэлл уже скончался, но при жизни он написал и опубликовал книгу «Другая сторона истории», в которой утверждал, что этот разговор происходил не в баре и не в процессе потребления алкоголя, а за чашкой чая.
После кончины Джимми Картера 29 декабря 2024 года сатирическая газета The Onion вышла с заголовком «Старый, 48-летний кролик наконец-то закончил свою работу» (48-Year-Old Rabbit Finally Finishes The Job).